# ファンフェーン庸子
ファンフェーン 庸子（ファンフェーン ようこ、 Yoko van Veen Tanaka、1980年4月15日 - ）は、カナダで活動する日英通訳者、アーティスト。『yoco』名義でも活動をしている。
神奈川県平塚市出身。旧姓は田中。
祖父は画家兼デザイナーの田中弘、叔母は版画家の謡口早苗。

## 略歴
1980年 神奈川県平塚市生まれ。
1993年 神奈川県平塚市が主催する第一回青少年海外派遣団員として姉妹都市アメリカカンザス州ローレンス市へ最年少で派遣される。
1997-1998年 国際ロータリークラブ第2780地区の青少年交換プログラム（RYE)の奨学金を受け、交換留学生としてオーストラリアの西オーストラリア州へ派遣される。
1999年 神奈川県立平塚江南高校 卒業。
2004年 東京外国語大学国際学部フィリピン語学科 卒業。
2021、2022年 龍谷大学の多国籍企業論（河合沙織教授）のリレー講義のゲストスピーカーを務める。

## 通訳分野
- 北米映画プロダクション(AppleTV+[1],NetFlix[2])
- アスリート[3]